# ساطی علیا
ساطی علیا یک روستا در ایران است که در دهستان شعبان (مشگین‌شهر) واقع شده‌است. ساطی علیا ۱۸۳ نفر جمعیت دارد. ساطی علیا روستای بزرگی است که در دامنه کوه ای قرار دارد به همین دلیل به این روستا ساطی علیا می گویند . روستای ساطی به ۳ بخش تقسیم می شود ۱-ساطی علیا ۲-ساطی صفلی ۳-ساطی وسطی (رستم کنده) ..
تپه اردوگاه مربوط به دوره اشکانیان - دوره ساسانیان است و در شهرستان مشگین‌شهر، بخش مرکزی، دهستان مشکین غربی، روستای ساطی واقع شده و این اثر در تاریخ ۲۸ اسفند ۱۳۸۵ با شمارهٔ ثبت ۱۹۰۰۵ به‌عنوان یکی از آثار ملی ایران به ثبت رسیده است.
| تپه اردوگاه | تپه اردوگاه |
| ----------- | ----------- |

محوطه قلعه بالاخان مربوط به سده‌های اولیه دوران‌های تاریخی پس از اسلام است و در شهرستان مشگین‌شهر، بخش مرکزی، دهستان مشکین غربی، روستای ساطی  واقع شده و این اثر در تاریخ ۱۲ شهریور ۱۳۸۶ با شمارهٔ ثبت ۱۹۳۷۶ به‌عنوان یکی از آثار ملی ایران به ثبت رسیده است.
در وسط  این روستا یک سد آب وجود دارد که مربوط به ساطی وسطی .

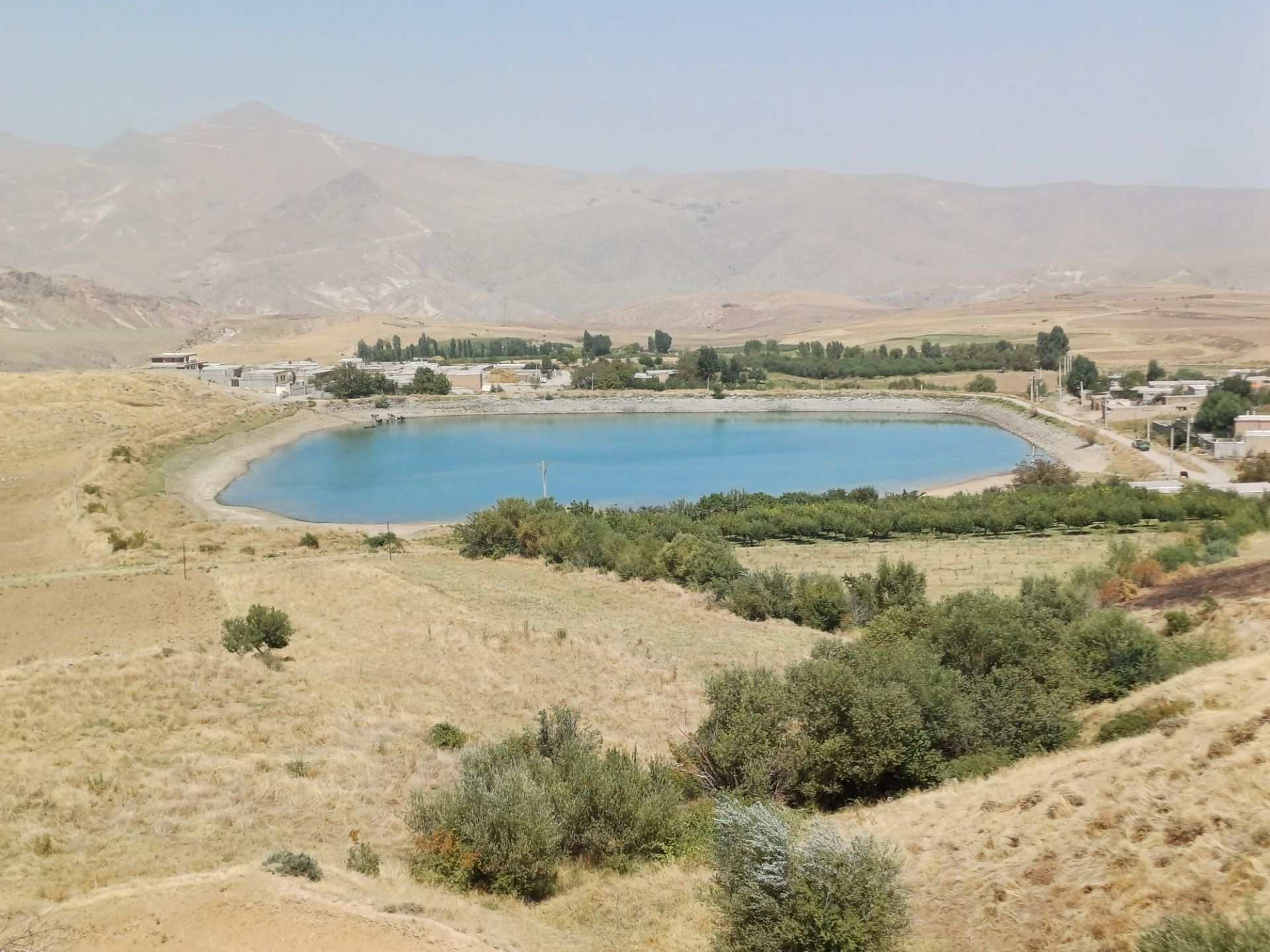
تصویر سد روستای ساطی علیا

این روستا به دلیل '''مهاجرت''' نیم زیادی از ساکنینش به پایتخت به کمترین حد جمعیت خود رسیده است و در ایام مختلف به بالاترین حد جمعیت خودش میرسد و در ایام عید باستانی نوروز و دهه محرم از همشهریان و هموطنان عزیز پذیرایی بعمل میاید.
به گفته قدیمی های این روستا قدمت بسیار زیادی دارد و در قدیم خانه های بسیار زیادی در آن وجود داشت که به دلیل کمبود کار مردم این روستا مجبور به مهاجرت شدند. 
این روستا در زمان شوروی تصرف شده بود و که توسط جواد خان از این روستا بیرون شدند .
در این روستا یک چشمه آب وجود دارد که از قدیم تا حالا نیاز آب مردم این روستا را تامین می کند که به  عسگر خان بلاغی معروف است . آب عسگر خان بلاغی از قنات  تامین می شود. به گفته روستاییان زمانی که می خواستند برای روستا منبع آب ایجاد کنند مجبور شدند که روی این چشمه را بردارند که به یک تونل آب برخورد کردند و نتوانستند تا انتهای تونل بروند .  